# Rossini (film 1997)
Rossini (Rossini - oder die mörderische Frage, wer mit wem schlief) è un film tedesco del 1997 diretto da Helmut Dietl.